# Arthur Cayley
Arthur Cayley (Richmond upon Thames, 16 agosto 1821 – Cambridge, 26 gennaio 1895) è stato un matematico inglese, che diede un forte contributo alla crescita della matematica pura nel mondo anglosassone.

## Biografia
Cayley fu tra i matematici più prolifici del XIX secolo. Già da ragazzo si divertiva a risolvere complessi problemi matematici. Entrato diciottenne al Trinity College di Cambridge eccelse, oltre che in matematica, anche in greco, francese, tedesco e italiano.
Successivamente lavorò per 14 anni come avvocato a Londra, e in questo periodo produsse circa 250 articoli di ricerca matematica. 
Divenuto poi professore di matematica pura all'Università di Cambridge, ne pubblicò altri 650 circa.
A Cayley si devono l'introduzione del prodotto di matrici e la dimostrazione del teorema di Hamilton-Cayley cioè del fatto che ogni matrice quadrata è una radice del suo polinomio caratteristico. Fu inoltre il primo a esprimere la nozione generale di Gruppo, come insieme munito di un'operazione binaria che soddisfa determinati assiomi (mentre in precedenza gruppo era sinonimo di gruppo di permutazioni). A lui si deve anche il teorema che porta il suo nome, che afferma l'isomorfismo di ogni gruppo con un gruppo di permutazioni, e pure l'introduzione dei grafi molecolari in chimica.

## I primi anni
Suo padre Henry Cayley, cugino alla lontana di Sir George Cayley, discendeva da un'antica famiglia dello Yorkshire, ma si era stabilito come mercante a San Pietroburgo, in Russia. Sua madre era Maria Antonia Doughty, figlia di William Doughty. Secondo alcuni autori era russa, ma il nome del padre di lei indica origini inglesi. Suo fratello fu il linguista Charles Bagot Cayley.
Arthur passò i suoi primi otto anni a San Pietroburgo. Nel 1829 i suoi genitori si stabilirono definitivamente a Blackheath, vicino a Londra. Arthur fu mandato in una scuola privata, dove mostrò ben presto una grande predilezione e attitudine per il calcolo numerico. A 14 anni fu mandato alla King's College School. Il preside della scuola ravvisò i segni del genio matematico e consigliò al padre di far istruire il figlio non per farlo lavorare con lui, come era suo proposito, ma per farlo andare all'Università di Cambridge.

## Formazione
All'inusuale giovane età di 17 anni, Cayley si trasferì stabilmente al  Trinity College. La causa dell'Analytical Society aveva avuto la meglio e Gregory e Leslie Ellisera avevano creato il Cambridge Mathematical Journal. A tale giornale, a vent'anni, Cayley contribuì con tre pubblicazioni, con argomenti che gli erano stati suggeriti dalla lettura della Mécanique analytique di Lagrange e di alcuni lavori di Laplace.
Cayley finì il suo percorso universitario come Senior Wrangler, cioè lo studente con voti migliori in matematica, ottenendo il primo Smith's prize. I suoi passi successivi furono la laurea come M.A. (Master of Arts) e vincere una borsa di studio su concorso. Egli continuò a risiedere a Cambridge per quattro anni; durante questo periodo ebbe alcuni allievi, ma la sua occupazione principale fu la preparazione di 28 memorie per il Mathematical Journal.

## Come avvocato
A causa della limitata estensione della sua borsa di studio, fu necessario scegliere una professione; come De Morgan Cayley scelse legge, e a 25 anni entrò al Lincoln's Inn di Londra. Scelse la specializzazione di notariato. Fu mentre studiava per l'esame dell'albo degli avvocati che si recò a Dublino per ascoltare le conferenze di Hamilton sui quaternioni.
Il suo amico Sylvester, già da cinque anni prima di lui a Cambridge, era allora un attuario, residente a Londra; solevano camminare insieme per i tribunali del Lincoln's Inn, discutendo la teoria degli invarianti e dei covarianti. Durante questo periodo della sua vita, durato più di 14 anni, Cayley produsse 200-300 pubblicazioni.

## Come professore
All'università di Cambridge l'antica cattedra di matematica pura è denominata Lucasiana, ed è il ruolo che fu occupato da Isaac Newton. Nel 1860 alcuni fondi, lascito di Lady Sadleir all'Università, esaurito il loro scopo originario, furono utilizzati per creare una nuova cattedra di matematica pura, chiamata Sadleriana. I compiti del nuovo professore furono definiti come "spiegare e insegnare i princìpi della matematica pura e dedicare sé stesso al progresso di questa scienza." Cayley fu eletto a questa cattedra quando aveva 42 anni. Lasciò un lavoro remunerativo in cambio di un modesto salario; ma non rimpianse mai questa scelta, perché la cattedra a Cambridge gli consentì di mettere fine alla difficile convivenza tra  matematica e legge, e di dedicare le sue energie agli scopi che preferiva. Si sposò subito e si stabilì a Cambridge. Più fortunato di Hamilton nella sua scelta, la sua vita privata fu molto felice. Il suo amico e collega di ricerche, Sylvester, una volta osservò che Cayley era stato molto più fortunato di lui; che entrambi avevano vissuto da scapoli a Londra, ma Cayley si era sposato e si era sistemato, in una vita calma e pacifica a Cambridge, mentre egli non si era mai sposato e aveva continuato a lottare con il mondo per tutta la sua vita. Questa osservazione corrispondeva perfettamente alla verità.
All'inizio, la cattedra sadleriana prevedeva un insegnamento limitato a un corso di lezioni per la durata di un trimestre accademico; quando l'Università fu riformata nel 1886, e parte dei fondi dedicata a migliorare il trattamento dei professori, le lezioni furono estese a due trimestri. Per molti anni il numero di studenti ai corsi fu molto ridotto, di loro quasi tutti avevano terminato la preparazione agli esami di ammissione; dopo la riforma il numero di studenti si contava intorno ai quindici. L'argomento su cui vertevano le lezioni era generalmente quello della monografia su cui il professore stava lavorando in quel periodo.
L'altro compito del professore - il progresso della scienza matematica - fu adempiuto in modo soddisfacente grazie alla lunga serie di monografie da lui pubblicate, svariando su ogni ramo della matematica pura. Ma fu adempiuto anche in un modo molto più elegante: egli divenne il garante scientifico indiscusso riguardo alla qualità degli articoli di matematica per molte società sia inglesi che straniere.
Nel 1876 pubblicò un Trattato sulle funzioni ellittiche, che fu il suo unico libro. Si interessò molto al movimento per l'istruzione universitaria delle donne. A Cambridge i college femminili sono Girton e Newnham. Agli inizi del Girton egli diede un aiuto diretto insegnando, mentre per alcuni anni fu rettore del Newnham College, per il cui sviluppo si impegnò fortemente fino alla fine.
Nel 1872 fu nominato membro onorario del Trinity College e tre anni dopo membro ordinario, che comportava uno stipendio oltre al prestigio. In questo periodo i suoi amici aprirono una sottoscrizione per fargli un ritratto di presentazione. Maxwell scrisse un discorso per il comitato dei sottoscrittori che aveva la responsabilità dei fondi per il ritratto di Cayley. Le parole del discorso si riferivano agli argomenti trattati da Cayley nelle sue monografie più elaborate; per esempio, Capitoli sulla Geometria Analitica in {\displaystyle n} dimensioni; Sulla teoria dei Determinanti; Memorie sulla teoria delle Matrici; etc.